# رود دی
رود دی 
(به ویلزی: Afon Dyfrdwy)، و (به لاتین: Deva Fluvius)، رودخانه‌ای در بریتانیا است. این رود در بخش‌هایی از هر دو کشور انگلستان و ویلز در جریان است و قسمتی از مرز میان دو کشور انگلستان و ویلز را تشکیل می‌دهد.
سرآب این رود در اسنودونیا، ویلز، است که از طریق چستر، انگلستان به سمت شرق جریان دارد و در پای‌رود بین ویلز و شبه‌جزیرهٔ ویرال در انگلستان به دریا تخلیه می‌گردد. درازای این رود در مجموع ۱۱۰ کیلومتر (۷۰ مایل) است.

## پیشینه
رودخانهٔ دی برای سده‌ها مرز سنتی پادشاهی گووی‌نِد در ویلز، و احتمالاً از زمان تأسیس آن در سدهٔ پنجم میلادی بوده‌است. در سدهٔ ۱۳ از آن به عنوان «flumen Dubr Duiu» یاد شده. این نام به نظر می‌رسد که ناشی از واژهٔ «دِوا» در زبان بریتانیایی یا بریتونیک: «رودخانهٔ الهه‌ها» یا «رودخانهٔ مقدس» باشد.